# 决战一分钟
《決戰一分鐘》，是美國全國廣播公司原創，授權香港電視廣播有限公司製作香港版的遊戲節目。由李克勤主持，助手林穎彤及黃心穎。本節目為2012無線節目巡禮及2013無線節目巡禮之一。於2012年11月25日逢星期日晚上21:00-22:00於翡翠台及高清翡翠台播放。節目由恒生银行80周年呈献。

## 節目概要
| 关卡 | 獎金（港元） |
| ---- | ------------ |
| 1    | 1,000        |
| 2    | 2,500        |
| 3    | 5,000        |
| 4    | 10,000       |
| 5    | 50,000       |
| 6    | 75,000       |
| 7    | 125,000      |
| 8    | 250,000      |
| 9    | 500,000      |
| 10   | 1,000,000    |

經節目組甄選的參賽者，要挑戰10個60秒內完成的遊戲，而所有遊戲完全由電腦隨機抽籤，連主持人（甚至幕後）也不知道該關會玩什麽遊戲。遊戲使用的道具全部來自于生活中常用的物品，如乒乓球、鉛筆、廁紙、衣架、硬幣等，遊戲的難度將逐關遞進，每完成1關的遊戲，即可獲得獎金樹（如右所示）中該關對應的獎金；完成全部10個遊戲即可獲得HK$1,000,000。
香港版搖錢樹與美國NBC原版基本一樣，依次为第一关（港币1,000元）、第五关（港币5万元）、第八关（港币25万元），不同的是香港版第9關（港币50万元）不屬保險線。
每位參賽者擁有3次“機會”（life），若未在60秒內完成遊戲，則損失1次“機會”。3次“機會”全部損失則遊戲結束，參賽者可領取上一级保險線（safe line，粗體所示）的獎金或無任何獎金（未通過第一关保險線時）離場。但有部分嘉賓團體挑戰賽則改以積分制進行（上列的「3次“機會”」不適用），每隊於每一關派出一位隊員挑戰一次，獲得獎金視乎各關後積分而定。
參賽者完成遊戲后，可選擇繼續或者攜已獲得獎金離開。但是，一般情况下，在未做决定前不能偷看下一关游戏的内容。

## 參賽資格
拍攝一段能夠顯示出參賽者完成其中一個遊戲的片段，並上載至網站。參賽者年齡必須六歲或以上。

## 節目中出現的遊戲

### 第1關
- 骰骰相關（A Bit Dicey）

- 抽筋擒拿手（Back Flip）

- 頭頭是道（Bobblehead）

- 難分輕重（Cantagious）

- 好掛住你（Hang Over）

- 扭扭擰擰（Junk In The Trunk）

- 手震腳震（Nervous Nelly）

- 纏棉遊戲（Nose Dive）

- 匙羹青蛙跳（Spoon Frog）

- 氣球大風吹（This Blows）

- 撞板乒乓（On The Rebound）

- 衝力射鞋（Shoe Fly Shoe) (明星挑戰賽)

### 第2關
- 抽筋擒拿手（Back Flip）

- 運轉曲奇（Face The Cookie）

- 撞板乒乓（On The Rebound）

- 衝力射鞋（Shoe Fly Shoe）

- 扭扭擰擰（Junk In The Trunk）

- 難分輕重（Cantagious）

- 匙羹青蛙跳 （Spoon Frog）

- 滄海遺珠 ( Blow Ball )

- 手震腳震（Nervous Nelly）(明星挑戰賽)

### 第3關
- 袋袋平安（Bite Me）

- 滄海遺珠（Blow Ball）

- 啤牌飛鏢（Card Ninja）（1次）

- 頭頭是道（Bobblehead）

- 朱古力獨角獸（Chocolate Unicorn）

- 筷膏長大（Chop Stack）

- 當香蕉遇上橙（How's It Hangin'）

- 毛蟲飛氈（Magic Carpet Ride）

- 咭咭可危（Paper 'Scraper）

- 橡筋神射手（Rapid Fire）（單人）

- 鉛筆彈彈（Speed Eraser）

- 疊緊膠杯（Stack Attack）

- 我要搖擺（Tea Party）

- 撞板乒乓（On The Rebound）(明星挑戰賽)

- 蛙鞋球拍（Beach Tennis）(明星挑戰賽)

- 連鎖反應（Bouncer)

### 第4關
- 袋袋平安（Bite Me）

- 神龍擺尾（Bottoms Up）

- 穿針引線（By A Thread）

- 倒轉金字塔（Candelier）

- 財源滾滾（Egg Roll）

- 泡泡高飛（Mega Bubble）

- 衝力射鞋（Shoe Fly Shoe）

- 眼明手快（Wheel Of A Deal）

- 當香蕉遇上橙（How's It Hangin'）

- 啤牌飛鏢（Card Ninja）

- 彈高棉花糖 (Ka-Broom) (1次)

- 頭頭是道（Bobblehead）(明星挑戰賽)

- 毛蟲飛氈（Magic Carpet Ride）

### 第5關
- 頂頭大熱（Baby Blockin'）

- 愛拼才會嬴（Breakfast Scramble）

- 寶物沉歸底（Don't Blow the Joker）

- 五級浮台（Floatacious）

- 拉拉扯扯（Mouth To Mouth）

- 好鬼穩陣（The Nutstacker）

- 眼明手快（Wheel Of A Deal）

- 偷天換日（Ball Cap）(1次)

- 啤牌飛鏢（Card Ninja） (3次)

- 乒乓過三關（Ping Tac Toe）(明星挑戰賽)

- 當香蕉遇上橙（How's It Hangin'）(明星挑戰賽)

- 橡筋神射手（Rapid Fire）（明星挑戰賽）

### 第6關
- 蛙鞋球拍（Beach Tennis)

- 一柱擎天（Bottle Neckin）

- 甜蜜升降機（Candy Elevator）

- 啤牌飛鏢（Card Ninja）（3次）

- 波子龍捲風（Cyclone）

- 過橋拉尺（Go The Distance）

- 蘋果疊羅漢（Johnny Applestack）

- 牛仔神仙索（Knock It Off）

- 筆動聲色（Loner）

- 橡筋神射手（Rapid Fire）（雙人）

- 旋轉360（Stick The Landing）

- 匙羹青蛙跳（Spoon Frog）(明星挑戰賽)

- 連鎖反應（Bouncer)

### 第7關
- 步步高升（Caddy Stack）

- 甜蜜升降機（Candy Elevator）

- 空中飛球（Defying Gravity）

- 雙龍出海（Double Trouble）

- 科學怪人（Frankenstein）

- 筆動聲色（Loner）

- 波子龍捲風（Cyclone）

- 彈子神功（Ker-Plink! Or Plunk!）（明星挑戰賽）

- 網球DO RE MI（Broomski Ball）(明星挑戰賽)

### 第8關
- 運蛋侍應（Egg Dance）

- 輕舉網動（Tweeze Me）

- 雙龍出海（Double

Trouble）
- 毛蟲飛氈（Magic Carpet Ride）(明星挑戰賽)

- 疊緊膠杯（Stack Attack）(明星挑戰賽)

### 第9關
- 百萬銀叉（Get Forked）

### 第10關
- 一蚊入洞（Supercoin）

## 節目紀錄
- 最高送出獎金：
  - 明星組合: HK$125,000
  - 組合：HK$250,000
  - 個人：HK$250,000
- 最高成功挑戰並完成關卡：
  - 組合：第8關（HK$250,000），運蛋侍應（Egg Dance）（第11集）
  - 個人：第8關（HK$250,000），運蛋侍應（Egg Dance）（第17集）
  - 明星組合: 第7關（HK$125,000），空中飛球（Defying Gravity）（第16集）、波子龍捲風（Cyclone）（第18集）
- 最高嘗試關卡:
  - 組合：第9關（HK$500,000），百萬銀叉（Get Forked），挑戰失敗（第11集）
  - 個人：第9關（HK$500,000），百萬銀叉（Get Forked），挑戰失敗（第17集）
  - 明星組合: 第10關（HK$1,000,000），一蚊入洞（Supercoin），挑戰失敗（第20集）
    - （注：由主持人李克勤特批打開第10關且由嘉賓挑戰該遊戲。）
- 最低出獎金送：
  - 組合：HK$0
  - 個人：HK$1,000
- 未能成功的關卡:
  - 百萬銀叉（Get Forked）
  - 一蚊入洞（Supercoin）
  - 我要搖擺（Tea Party）
  - 筆動聲色（Loner）
  - 輕舉網動（Tweeze Me）
  - 雙龍出海（Double Trouble）
  - 旋轉360（Stick The Landing）
  - 步步高升（Caddy Stack）

## 每集內容
| 集數           | 日期                   | 參賽者 | 參賽形式   | 所挑戰的遊戲 | 贏取的獎金（HK$）                                            | 夢想 |
| -------------- | ---------------------- | --- | ---------- | --- | ------------------------------------------------------------ | --- |
| 第1集          | 25/11/2012             | 尹佩琪 | 個人       | 第一關 好掛住你 第二關 匙羹青蛙跳 第三關 抽筋擒拿手(用了第一次機會) 第四關 纏綿遊戲 第五關 疊緊膠杯 第六關 蘋果疊羅漢(Game Over) | HK$50,000                                                    | 拓展幼兒教育事業 |
| 第1集和第2集   | 25/11/2012和02/12/2012 | 黃騰威 | 個人       | 第一關 骰骰相關 第二關 鉛筆彈彈 第三關 橡筋神射手(Game Over) | HK$1,000                                                     | 到外國註冊結婚 |
| 第2集          | 02/12/2012             | 梁嘉琬 | 個人       | 第一關 手震腳震 第二關 運轉曲奇 第三關 匙羹青蛙跳 第四關 筷膏長大 第五關 拉拉扯扯 第六關 好鬼穩陣(用了一次機會) 第七關 雙龍出海(Game Over) | HK$50,000                                                    | 製作英文舞台劇 |
| 第2集和第3集   | 02/12/12和09/12/2012   | 葉宜昌 | 個人       | 第一關 氣球大風吹 第二關 抽筋擒拿手 第三關 啤牌飛鏢 第四關 神龍擺尾 第五關 寶物沉歸底(用了一次機會) 第六關 旋轉360(Game Over) | HK$50,000                                                    | 製作定格動畫 |
| 第3集          | 09/12/2012             | 蔡君悅、蔡嘉欣、蔡嘉浚                                                                                                | 組合       | 第一關 纏綿遊戲(用了一次機會) 第二關 骰骰相關(Game Over) | HK$1,000                                                     | 一家五口去歐洲旅行 |
| 第3集和第4集   | 09/12/2012和23/12/2012 | 楊漙安、梁仲銘、黃智東、鄧魄軒、朱嘉銘                                                                                | 組合       | 第一關 撞板乒乓(雙人) 第二關 匙羹青蛙跳(雙人) 第三關 當香蕉遇上橙(用了兩次機會) 第四關 疊緊膠杯(雙人)(Game Over) | HK$10,000                                                    | 製作以划艇為主題的電影                                                                                                |
| 第4集          | 23/12/2012             | 陳嘉兒 | 個人       | 第一關 扭扭擰擰 第二關 難分輕重 第三關 筷膏長大(用了一次機會) 第四關 眼明手快(Game Over) | HK$1,000                                                     | 與老公開一間燒味茶餐廳                                                                                                |
| 第4集和第5集   | 23/12/2012和30/12/2012 | 林雋樂 | 個人       | 第一關 匙羹青蛙跳 第二關 氣球大風吹 第三關 衝力射鞋 第四關 啤牌飛鏢 第五關 好鬼穩陣 第六關 不動聲色(Game Over) | HK$50,000                                                    | 成為國際魔術師，舉行世界巡迴魔術表演                                                                                  |
| 第5集          | 30/12/2012             | 冼思瑩 | 個人       | 第一關 骰骰相關(用了一次機會) 第二關 好掛住你 第三關 我要搖擺(Game Over) | HK$1,000                                                     | 開辦體操訓練學校 |
| 第5集和第6集   | 30/12/2012和06/01/2013 | 陳俊軒、陳俊熙 | 組合       | 第一關 抽筋擒拿手 第二關 撞板乒乓(雙人)(用了一次機會) 第三關 疊緊膠杯 第四關 神龍擺尾 第五關 財源滾滾 第六關 蘋果疊羅漢(再用了一次機會來完成關卡後退出) | HK$75,000                                                    | 赴美國參加2013搖搖大賽                                                                                                |
| 第6集和第7集   | 06/01/2013和27/01/2013 | 黃德利 | 個人       | 第一關 纏綿遊戲 第二關 衝力射鞋(用了一次機會) 第三關 袋袋平安 第四關 泡泡高飛 第五關 好鬼穩陣 第六關 甜蜜升降機(Game Over) | HK$50,000                                                    | 開辦為小朋友而設的體育中心                                                                                            |
| 第7集          | 27/01/2013             | 黃健強、羅啟聰、簡寶琼、姜逸                                                                                          | 組合       | 第一關 扭扭擰擰 第二關 運轉曲奇(雙人) 第三關 匙羹青蛙跳(雙人) 第四關 穿針引線 第五關 眼明手快 第六關 不動聲色(Game Over) | HK$50,000                                                    | 為樂隊添加音樂器材，到不同地方表演，交流音樂                                                                          |
| 第7集和第8集   | 27/01/2013和03/02/2013 | 何泳瑜 | 個人       | 第一關 氣球大風吹 第二關 難分輕重 第三關 鉛筆彈彈(用了第兩次機會) 第四關 當香蕉遇上橙(Game Over) | HK$1,000                                                     | 開創屬於自己的設計公司                                                                                                |
| 第8集          | 03/02/2013             | 危聿弘、戴白寧 | 組合       | 第一關 頭頭是道 第二關 抽筋擒拿手 第三關 滄海遺珠 第四關 財源滾滾 第五關 疊緊膠杯(雙人) 第六關 蛙鞋球拍(雙人) 第七關 甜蜜升降機(用了一次機會) 第八關 輕舉網動(Game Over) | HK$50,000                                                    | 開一間西式餐廳，為繁忙都市人提供舒適空間                                                                              |
| 第9集          | 17/02/2013             | 陳潔凝、陳曉瑩 | 組合       | 第一關 骰骰相關(雙人)(Game Over) | HK$0                                                         | 供爸爸媽媽去北京留學                                                                                                  |
| 第9集          | 17/02/2013             | 蘇頌堯、陳家樂 | 組合       | 第一關 難分輕重 第二關 撞板乒乓(雙人) 第三關 咭咭可危 第四關 穿針引線(用了一次機會) 第五關 頂頭大熱 第六關 波子龍捲風(Game Over) | HK$50,000                                                    | 一同到西藏，蒙古和新疆流浪，將旅途的經歷結合成攝影感想集                                                              |
| 第9集和第10集  | 17/02/2013和03/03/2013 | 趙志龍 | 個人       | 第一關 匙羹青蛙跳 第二關 扭扭擰擰 第三關 毛蟲飛氈 第四關 筷膏長大(Game Over) | HK$1,000                                                     | 親身體驗貧困國家的生活，然後回港開攝影展                                                                              |
| 第10集和第11集 | 03/03/2013和10/03/2013 | 楊添偉、李匡翹、郭健倫、盧振宗                                                                                        | 組合       | 第一關 頭頭是道 第二關 扭扭擰擰 第三關 疊緊膠杯 第四關 眼明手快 第五關 神龍擺尾 第六關 蛙鞋球拍(雙人) 第七關 科學怪人 第八關 運蛋侍應 第九關 百萬銀叉(Game Over) | HK$250,000                                                   | 開辦Parkour訓練中心，提供安全練習措施                                                                                 |
| 第11集和第12集 | 10/03/2013和17/03/2013 | 大石砸死蟹隊：譚詠麟、陳嘉佳、鄧建明、陳明恩、彭健新 年青貌美隊長比較大一點隊：陳百祥、朱千雪、狄易達、岑杏賢、蔚雨芯 | 嘉賓挑戰賽 | 第一關 衝力射鞋(譚詠麟vs陳百祥)(2:2) 第二關 運轉曲奇(陳嘉佳vs朱千雪)(7:5) 第三關 撞板乒乓(譚詠麟+鄧建明vs陳百祥+岑杏賢)(19:17) 第四關 頭頭是道(陳嘉佳vs蔚雨芯)(25:23) 第五關 當香蕉遇上橙(鄧建明vs狄易達)(26:25) 第六關 匙羹青蛙跳(譚詠麟vs陳百祥)(31:32) 第七關 網球DO RE MI(狄易達)(可能獲取額外獎金HK$75,000) 第八關 (陳百祥)(成功獲取額外獎金HK$75,000) | 大石砸死蟹隊：HK$20,000 年青貌美隊長比較大一點隊：HK$125,000 | 譚詠麟：為隊員添置新結他 陳百祥：與隊員再次一同環遊世界                                                               |
| 第12集         | 17/03/2013             | 黎韻芝 | 個人       | 第一關 手震腳震 第二關 抽筋擒拿手 第三關 筷膏長大 第四關 袋袋平安 第五關 五級浮台 第六關 牛仔神仙索 第七關 空中飛球(Game Over) | HK$50,000                                                    | 錄製一張個人音樂概念專輯                                                                                              |
| 第13集         | 24/03/2013             | 謝天華隊：謝天華、高鈞賢、朱慧敏 周麗淇隊：周麗淇、呂慧儀、翟威廉                                                     | 嘉賓挑戰賽 | 第一關 抽筋擒拿手(謝天華vs周麗淇)(3:2) 第二關 手震腳震(高鈞賢vs翟威廉)(15:14) 第三關 蛙鞋球拍(謝天華+朱慧敏vs周麗淇+呂慧儀)(19:16) 第四關 當香蕉遇上橙(高鈞賢vs翟威廉)(19:17) 第五關 橡筋神射手(謝天華vs翟威廉)(23:23) 第六關 連鎖反應(謝天華vs周麗淇)(33:40) 第七關 彈子神功(周麗淇)(可能獲取額外獎金HK$20,000) 第八關 疊緊膠杯(翟威廉)(成功獲取額外獎金HK$75,000) | 謝天華隊：HK$10,000 周麗淇隊：HK$50,000                      | 謝天華：與朋友享受騎馬暢遊的體驗 周麗淇：擁有一部電單車，到處遊歷                                                     |
| 第14集         | 31/03/2013             | 李振輝、王麗珍、李承匡                                                                                                | 組合       | 第一關 匙羹青蛙跳(用了一次機會) 第二關 撞板乒乓(雙人) 第三關 疊緊膠杯 第四關 倒轉金字塔 第五關 愛拼才會贏 第六關 一柱擎天 第七關 步步高升(Game Over) | HK$50,000                                                    | 到世界各地探索不同的古代遺跡                                                                                          |
| 第14集和第15集 | 31/03/2013和07/04/2013 | 梁競徽、苟芸慧 | 明星組合   | 第一關 手震腳震 第二關 扭扭擰擰 第三關 朱古力獨角獸(雙人) 第四關 袋袋平安 第五關 頂頭大熱(用了一次機會) 第六關 啤牌飛鏢(需打中三次)(再用了一次機會) 第七關 不動聲色(Game Over) | HK$50,000                                                    | 梁競徽:為父母建立一個安樂窩 苟芸慧:與父母一同環遊世界                                                                 |
| 第15集         | 07/04/2013             | 羅堃尉、何柏賢 | 組合       | 第一關 纏綿遊戲 第二關 匙羹青蛙跳(雙人) 第三關 泡泡高飛 第四關 愛拼才會贏 第五關 好鬼穩陣(用了一次機會) 第六關 過橋拉尺(再用了一次機會來完成關卡後退出) | HK$75,000                                                    | 與羅堃尉媽媽一同到歐洲旅行                                                                                            |
| 第16集         | 21/04/2013             | 容祖兒、張致恆、羅力威                                                                                                | 明星組合   | 第一關 氣球大風吹 第二關 難分輕重 第三關 筷膏長大 第四關 倒轉金字塔 第五關 偷天換日(用了一次機會) 第六關 橡筋神射手(雙人) 第七關 空中飛球(完成關卡後退出) 第八關 雙龍出海(未挑戰) | HK$125,000                                                   | 容祖兒:為演唱會增添製作費 張致恆:每年到一個國家參加馬拉松賽跑 羅力威:購買一個電子鋼琴創作音樂                         |
| 第17集         | 28/04/2013             | 大島田 | 個人       | 第一關 抽筋擒拿手 第二關 毛蟲飛氈 第三關 咭咭可危 第四關 眼明手快 第五關 神龍擺尾 第六關 波子龍捲風 第七關 網球DO RE MI 第八關 運蛋侍應 第九關 百萬銀叉(Game Over) | HK$250,000                                                   | 帶領香港壘球隊到日本集訓                                                                                              |
| 第17集和第18集 | 28/04/2013和05/05/2013 | 陳展鵬、鍾嘉欣 | 明星組合   | 第一關 纏綿遊戲 第二關 滄海遺珠(用了一次機會) 第三關 連鎖反應(雙人) 第四關 毛蟲飛氈 第五關 眼明手快 第六關 牛仔神仙索 第七關 波子龍捲風(完成關卡後退出) 第八關 輕舉網動(試玩但沒有獎金) | HK$125,000                                                   | 陳展鵬:將部分獎金捐給慈善機構 鍾嘉欣:購買私家車，成為車主                                                             |
| 第18集和第19集 | 05/05/2013和12/05/2013 | 張文波 | 個人       | 第一關 骰骰相關 第二關 難分輕重 第三關 頭頭是道 第四關 彈高棉花糖 第五關 啤牌飛鏢(需打中三次)(用了一次機會) 第六關 旋轉360(Game Over) | HK$50,000                                                    | 為泰拳館增添設施及聘請泰籍教練                                                                                        |
| 第19集         | 12/05/2013             | 太監隊：黎耀祥、黃浩然、陳國邦 薛家燕隊：薛家燕、黃山怡、林盛斌                                                       | 嘉賓挑戰賽 | 第一關 運轉曲奇(黎耀祥vs薛家燕)(1:0) 第二關 泡泡高飛(陳國邦vs黃山怡)(4:1) 第三關 撞板乒乓(黎耀祥+黃浩然vs薛家燕+黃山怡)(10:7) 第四關 鉛筆彈彈(陳國邦vs林盛斌)(18:18) 第五關 乒乓過三關(黎耀祥vs林盛斌)(18:18) 第六關 匙羹青蛙跳(黃浩然vs黃山怡)(26:39) 第七關 彈子神功(黃山怡)(可能獲取額外獎金HK$25,000) 第八關 愛拼才會贏(林盛斌)(成功獲取額外獎金HK$75,000) | 太監隊：HK$10,000 薛家燕隊：HK$55,000                        | 黎耀祥:作為兒子的生意基金 薛家燕:購買奶粉，提供給有需要的小朋友                                                       |
| 第20集         | 19/05/2013             | 草蜢隊：蔡一智、蔡一傑、蘇志威 慧琳隊：陳慧琳、吳雨霏、關楚耀                                                         | 嘉賓挑戰賽 | 第一關 彈高棉花糖(蔡一智vs陳慧琳)(3:2) 第二關 啤牌飛鏢(蘇志威vs關楚耀)(9:12) 第三關 蛙鞋球拍(蔡一智+蔡一傑vs吳雨霏+關楚耀)(13:15) 第四關 牛仔神仙索(蔡一傑vs吳雨霏)(17:20) 第五關 抽筋擒拿手(蘇志威vs關楚耀)(25:26) 第六關 匙羹青蛙跳(蔡一智vs陳慧琳)(場面混亂，李克勤宣布打和) 第七關 網球DO RE MI(蔡一智vs關楚耀)(兩隊都各自可能獲取獎金HK$70,000和HK$80,000) 第八關 拉拉扯扯(陳慧琳)(兩隊都各自能獲取獎金HK$70,000和HK$80,000) 第十關(李克勤特別開啟) 一蚊入洞(關楚耀)(Game Over) | 草蜢隊：HK$70,000 慧琳隊：HK$80,000                          | 蔡一傑:投資 蔡一智:宣傳新碟 蘇志威:投資 陳慧琳:捐贈到陳慧琳兒童助學基金 吳雨霏:於母親節和媽媽慶祝 關楚耀:宴請同事吃飯 |

## 相關節目
- 決戰一分鐘 全民召集

## 收視
以下為本節目於無綫電視翡翠台及高清翡翠台之收視紀錄：
| 集數 | 日期           | 平均收視 | 最高收視 |
| ---- | -------------- | -------- | -------- |
| 01   | 2012年11月25日 | 30點     | 32點     |
| 02   | 2012年12月2日  | 29點     |          |
| 03   | 2012年12月9日  | 28點     |          |
| 04   | 2012年12月23日 | 22點     |          |
| 05   | 2012年12月30日 | 27點     |          |
| 06   | 2013年1月6日   | 25點     |          |
| 07   | 2013年1月27日  | 23點     |          |
| 08   | 2013年2月3日   | 21點     |          |
| 09   | 2013年2月17日  | 20點     |          |
| 10   | 2013年3月3日   | 22點     |          |
| 11   | 2013年3月10日  | 24點     | 25點     |
| 12   | 2013年3月17日  | 24點     |          |
| 13   | 2013年3月24日  | 25點     |          |
| 14   | 2013年3月31日  | 19點     |          |
| 15   | 2013年4月7日   | 21點     |          |
| 16   | 2013年4月21日  | 22點     |          |
| 17   | 2013年4月28日  | 21點     |          |
| 18   | 2013年5月5日   | 21點     | 22點     |
| 19   | 2013年5月12日  | 22點     |          |
| 20   | 2013年5月19日  | 25點     |          |

## 其他版本

### 臺灣地區
臺灣超級電視台購得美國版節目之公開播映權，並於2012年12月2日起的每個星期日晚上八點，以中文配音播出。中文節目名稱為《分秒必爭》。

### 新加坡
新加坡新传媒5频道将制作新加坡本土版本的《Minute to Win It》，用英语播出，主持人是新加坡著名演员王禄江。新加坡版的第一季第一集将于2014年8月9日（新加坡国庆日）晚间游行后首播。

## 資料來源及註釋
1. ↑  當時於節目巡禮的名稱為「爭分奪秒」。
2. ↑  克勤指平均收視30點有交代 星島日報 2012年11月28日